# Мура, Франческо де
Мура, Франческо де (итал. Francesco De Mura; 21 апреля 1696, Неаполь — 19 августа 1782, Неаполь) — итальянский живописец периода позднего барокко неаполитанской школы. Работал в стиле близком рококо.

## Биография
Франческо де Мура родился и умер в Неаполе. Там же учился живописи — вначале в мастерской Доменико Виолы, а с 1708 года — у видного неаполитанского художника Франческо Солимены, в мастерской которого он оставался до 1730 года. Де Мура стал любимым учеником и соавтором Солимены, который оказал значительное влияние на его творчество.
Его первой крупной работой в 1715 году стала роспись неаполитанской церкви Сан-Никола-алла-Карита, фасад которой проектировал Солимена. В этих фресках отчётливо ощутима солименовская монументальная барочная манера, однако в дальнейшем де Мура выработал более сдержанный и изящный стиль ритмичных линий, светлых и воздушных красок.
Около 1723 года ему было поручено написать три картины для капеллы Сан-Париде в соборе Теано, это был первый из его крупных заказов. Влияние Солимены и его живописная техника отчётливо видны в картинах того периода, среди которых «Мёртвый Христос на кресте со святым Иоанном» 1713 года, написанный для церкви Сан-Джироламо-алле-Моначе. Его произведения украсили монастырь Монтекассино, но эти работы погибли во время Второй мировой войны.
Начиная с 1728 года в творчестве художника виден новый, отличный от солименовского, стиль, в том числе, в серии из десяти картин, изображающих Добродетели, церковь Санта-Мария-Доннаромита (Неаполь, 1728), но особенно ярко проявился во фресках на сюжет поклонения волхвов, украшающих купол церкви Благовещения (Нунцьятелла) в Неаполе (1732).
В 1727 году он женился на Анне д’Эбре. С 1741 по 1743 год он оставался в Турине, где имел возможность познакомиться с художником Коррадо Джаквинто и архитектором Бенедетто Альфьери.
В 1737—1738 годах на плафоне Комнаты Дипломатов в Неаполитанском королевском дворце художник написал фреску «Аллегория добродетелей Карла Бурбонского и Марии-Амалии Саксонской». Композиция, а также сопутствующие ей аллегорические изображения континентов, были созданы в первые годы существования независимого Бурбонского королевства. Новый король таким образом решил отпраздновать свою женитьбу на Марии-Амалии. Винченцо Ре впоследствии пририсовал к фреске раму, которая создает оптический эффект перспективы.
В 1741—1743 годах Франческо де Мура работал по заказу Савойского королевского дома в Турине. Живописец украсил Палаццо-Пубблико серией фресок. Они выполнены в духе рококо и представляют нам Олимпийские игры и эпизоды из жизни Ахилла. В 1750-х годах Франческо де Мура создавал картоны для шпалер Королевской шпалерной мануфактуры в Неаполе. Сотрудничал с живописцем Джузеппе Бонито. Помимо картин на библейские, мифологические и исторические сюжеты, де Мура известен ещё и как портретист. Его «Портрет жены художника» (ок. 1730, Пио-Монте-дела-Мизерикордия, Неаполь) и «Автопортрет» (ок. 1730, Уффици, Флоренция) несут на себе отпечаток манеры Солимены.
Позднему творчеству мастера присущи черты неоклассицизма. В целом колористическая техника Франческо де Мура оказала заметное воздействие на развитие неаполитанской живописи XVIII века.

## Галерея
- Aллегория осени. 1700-е. Холст, масло. Частное собрание
- Аллегория искусств. 1750. Холст, масло. Лувр, Париж
- Видение Святого Бенедетто. Между 1738 и 1746. Холст, масло. Музей Каподимонте, Неаполь
- Агарь и Измаил. Пио-Монте-делла-Мизерикордиа, Неаполь
- Благотворительность. Между 1743 и 1744. Холст, масло. Чикагский институт искусств
- Граф Джеймс Джозеф О'Махони, генерал-лейтенант неаполитанской службы, рыцарь Святого Януария. 1748. Холст, масло. Музей Фицуильяма, Кембридж (Великобритания)
- Святой Бенедикт приветствует Тотилу. Между 1738 и 1746. Холст, масло. Музей Каподимонте, Неаполь